# História de Tavira

## História

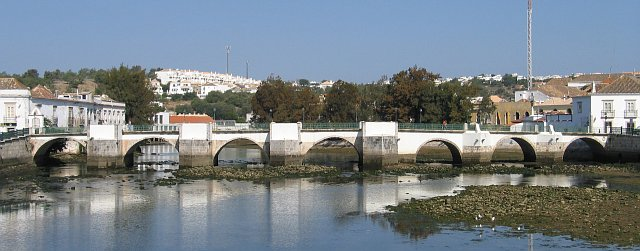
Ponte romana

### Período pré-Cristão, Cristianismo e invasão muçulmana
A região onde hoje se situa a cidade de Tavira, foi outrora influenciada pelos vários povos que aí habitaram, como os Fenícios, Lígures, Celtas e Turdetanos e, mais tarde, os Romanos e Cartagineses. A presença dos Romanos na Península Ibérica, e em particular no Algarve, estabelece o Cristianismo nos finais do século III, com a criação da diocese de Faro (Ossonóba), e a nomeação do primeiro bispo D. Vicentius.
O século V assiste a nova presença de povos que invadiram a Península Ibérica, como os Suevos, Silingos, Alanos e os Visigodos. Estes últimos dominaram a região do Algarve até ao início do século VIII.
Com a subida ao trono de Rodrigo, último rei visigodo, alguns dos nobres não aceitaram que este fosse o legítimo sucessor, dando assim início a uma guerra civil. Estes nobres, liderados pelo Conde Julião, foram apoiados pelos muçulmanos que, em breve, dariam início à invasão da Península. Os cinco séculos seguintes são de domínio Árabe, em todo o Algarve. É deste periodo que se conhece o primeiro documento com o nome da cidade de Tavira, vem do Árabe "at-Tabira"; com a grafia Tabila.

### Reconquista de Tavira

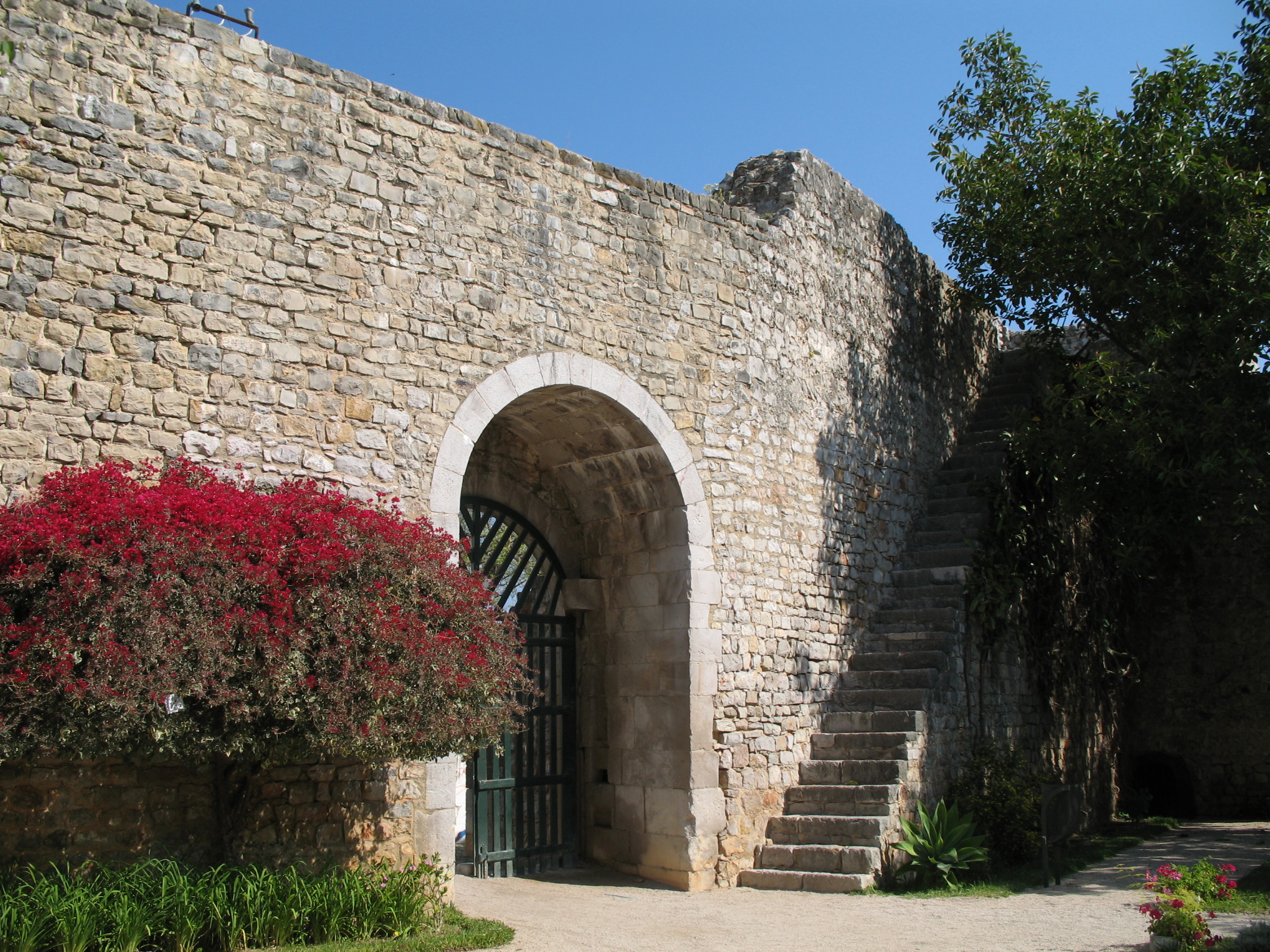
Castelo de Tavira

No início do século XII, Tavira era considerada como uma pequena povoação mas, o facto  ter já um castelo, dava-lhe assim uma certa importância. Em 1151 dá-se uma primeira revolta de Tavira à presença muçulmana, sendo o seu castelo cercado sem, no entanto, cederem à pressão das forças árabes. Mais tarde, em 1167, regista-se nova tentativa de desalojar os tavirenses do seu castelo.
Em 1239, D. Paio Peres Correia conquista Tavira aos mouros. Cinco anos mais tarde, em 9 de Janeiro de 1244, D. Sancho II doa o Castelo de Tavira à Ordem de Santiago, da qual D. Paio era seu comendador, sendo esta doação confirmada pelo Papa Inocêncio IV, em 8 de Setembro de 1245.

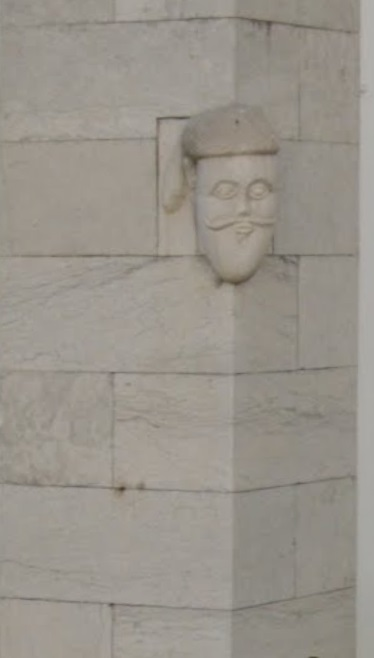
Rosto em efígie na esquina dos paços do Concelho, que pensam representar D. Paio

Em 1266, Tavira recebe o seu primeiro foral, dado por D. Afonso III, em Agosto, que dá à cidade um acrescido desenvolvimento económico e social. A população moura é integrada na cidadela, dando origem à zona da mouraria. Anos depois, a 12 de Julho de 1269, Tavira recebe novo foral, dedicado aos mouros, que regulamentava os direitos e deveres destes.
Este século é um período de grande desenvolvimento comercial, nomeadamente ao nível do comércio externo, através do Porto de Tavira; e social, pois torna-se numa zona atractiva, tanto para as classes mais altas, como a nobreza e fidalguia, como para cidadãos mais modestos, constituídos por comerciantes, artífices, camponeses, pescadores, entre outros.

### Prosperidade e grandeza

#### Século XIV
Em 1303, o rei D. Dinis visita Tavira e, constatando a importância estratégica da mesma, nomeadamente o seu posicionamento geográfico, face ao oceano Atlântico, manda reconstruir as muralhas do castelo, as quais haviam sido danificadas na conquista aos mouros. Ao mesmo tempo, o Porto de Tavira ganha ainda maior atenção, e Tavira aumenta a sua exportação de produtos como o sal e o peixe, dado mostrarem-se excedentários para a povoação. O sal passa a ser moeda de troca para as importações, das quais se destacam os cereais.
Além de importância comercial, o Porto de Tavira servia de base naval para apoio à armada que combatia os ataques navais.
Em 1337, o rei de Castela, Afonso XI, invade o Algarve, e cerca Tavira em, durante três dias. Neste período, as tropas invasoras vandalizam os armazéns que guardavam os cereais comercializados pelo Porto da vila. De acordo com a lenda, o cerco termina após Afonso III ter visto as figuras dos Sete Cavaleiros cristãos mortos pelos mouros numa emboscada.
O desenvolvimento de Tavira sofre o primeiro grande revés em 1343, quando a Peste negra a atinge. O porto de Tavira terá sido uma das principais portas de entrada, dado o seu grande movimento comercial e, consequentemente, de pessoas vindas das mais variadas origens.
Na segunda metade deste século, o principal factor económico relevante, foi a pesca da baleia, cuja importância já tinha sido reconhecida por D. Afonso IV, ainda antes da epidemia. O rei comprometeu-se a garantir o sal que era necessário para a conservação da carne de baleia.
Em visita a Tavira, no ano de 1359, o novo rei, D. Pedro I, constata, de novo, a importância da vila como grande centro comercial marítimo, tanto nacional, como estrangeiro. Tavira é o principal entreposto do território, factor que gera o aparecimento de uma classe burguesa comercial abastada.
No final do século XIV, Tavira era a região mais importante do Reino do Algarve.  A economia era controlada pelos judeus, tendo os direitos destes sido reconhecidos por D. João I, em 15 de Outubro de 1386.

#### Século XV
O século XV é,  para Tavira, o seu período mais grandioso e de prosperidade. Em 1415, o porto de Tavira é o ponto de partida da armada portuguesa para o Norte de África. Daqui partem, mais de 200 navios, e 45.000 homens. Após a conquista de Ceuta, a armada de D. João I regressa, e desembarca em Tavira.
Economicamente, Tavira, e outras cidade do Algarve, efectuam intercâmbio comercial com outras cidades da Europa, sendo a principal Bruges. Exportava-se sal, peixe, vinho e frutos, e importava-se cereais, panos, manteiga, cavalos e estanho. A actividade piscatória era uma das mais importantes, destacando-se a pesca do atum, que duraria até ao século XX.
No campo político, Tavira recebeu a Corte de D. João II, que permaneceu cerca de três meses nesta cidade, decorria o verão de 1489. Esta decisão, de deslocar a Corte para o Algarve, teve a ver com os problemas que vinham ocorrendo nos territórios portugueses em África. Assim, o poder governativo estaria mais próximo dos acontecimentos.
Em 1498, nas Cortes de Lisboa, convocadas por D. Manuel I, Tavira ocupou o terceiro banco.

#### Século XVI
O século XVI é um marco para a história de Tavira pois, por carta régia, Tavira é elevada ao estatuto de cidade em 16 de Março de 1520, por D. Manuel I. As fronteiras da vila estavam em constante crescimento, tal como a sua população e influência administrativa. Este novo estatuto é a principal consequência deste desenvolvimento urbano; também o facto de Tavira ter sido um importante ponto estratégico para a defesa dos territórios portugueses do norte de África, e ter contribuído para as guerras contra Castela, ajudou àquela decisão. Destaque-se o cerco a Arzila pelos mouros, em 1508, cuja defesa, pelas tropas portuguesas, foi preparada em Tavira; grande parte deste contingente de 25.000 homens, era de Tavira. Como agradecimento, D. Manuel I, mandou construir o Convento de S. Bernardo, no local onde se tinham aquartelado as tropas.
Tavira era, em 1527, o centro populacional mais destacado do Algarve, à frente de Lagos, Faro, Loulé ou Silves. Tavira apenas ficava atrás de Lisboa, Porto, Santarém e Elvas. A sua principal indústria era a armaria, com cerca de 10 oficinas, que tinham por objectivo a reparação de armaduras, lanças e espingardas, das tropas estacionadas em África. O comércio marítimo florescia, e recebia privilégios como forma de incentivo. Exemplo destes privilégios, é a dispensa do pagamento de direitos a tudo o que fosse comercializado para fornecer os navios do Estado, por D. João III.
A importância comercial de Tavira foi confirmada em 1550, por carta de D. João III, datada de 10 de Março, em que era autorizada uma feira com a duração de 49 dias com início a 1 de Setembro de cada ano. Também D. Henrique I, em 1579, concedeu benefícios comerciais, aumentando o tempo de duração da feira anual,  para três meses (Setembro, Outubro e Novembro).

### Decadência e estagnação

#### Século XVI
O último quartel do século XVI, é um período conturbado, tanto pelo início da governação espanhola por Filipe I, como pelo surto de peste em 1580. O porto de Tavira foi encerrado, e mesmo a entrada de estranhos na cidade era proibida. A população diminuiu de forma muito acentuada. A acrescer ao surto de peste, grande parte das culturas foi devastada por uma praga de gafanhotos.
Ainda assim, a cidade de Tavira, graças aos seu privilégios e recursos naturais, e económicos, conseguiu superar aquelas dificuladades. A pesca do atum continuava o seu forte desenvolvimento, e representava um dos pilares fundamentais da economia das populações de um nível social mais baixo. A frota que frequentava o porto de Tavira apenas ficava atrás da de Lisboa.
No entanto, o virar o século aponta para um decréscimo económico,  social e demográfico, em grande medida causado pela oposição desta cidade à governação filipina, e às suas políticas. Acresce a ameaça dos próprios inimigos de Espanha, como os ingleses, que frequentemente atacavam o território algarvio. Em 1596, o concelho de Loulé e de Faro, é atacado pelas tropas de Francis Drake; e da Inquisição, que não só incomodava Filipe II, como preocupava a população algarvia, que se refugiava nas ordens religiosas, como meio de serem vistos como “bons cristãos”.
Em 1599, novo surto de peste invade Tavira, e duraria até 1602 A Câmara afirma, dez anos depois, que a cidade “parecia mais aldeia que cidade” (sic). A estrutura urbana estava decadente, e toda a população, mesmo a mais abastada, sofria as consequências de uma séria crise económica e social.

#### Século XVII

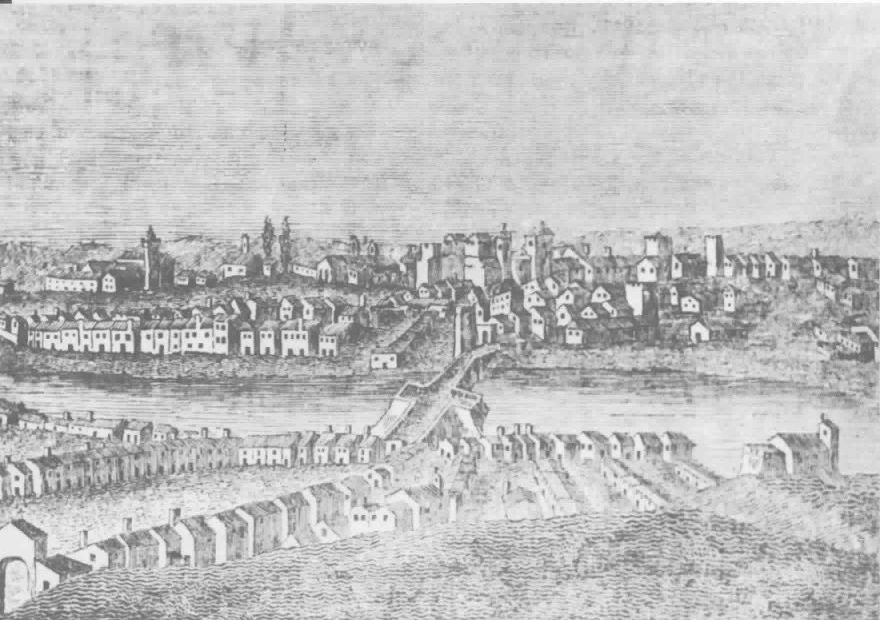
Aspecto da cidade desde a colina de São Brás. À direita, em 1º plano, a Ermida de Santa Ana (Tavira). Gravura publicada em 1843 no magazine Panorama a partir de gravura datada do século XV-XVI. Autor desconhecido.

O porto de Tavira, anterior origem do desenvolvimento económico, social e demográfico, encontra-se, em 1622, em declínio, pelo assoreamento do rio e da barra. As famílias nobres, que antes ocupavam os cargos de administração local, foram, a pouco e pouco, afastados pelos sucessivos governos de Espanha. O desagrado destas famílias era constante, e deu origem a diversos conflitos, e a uma oposição crescente contra o domínio filipino.
Em 1637, deu-se um dos principais movimentos de revolta, que teve origem nas populações rurais. Diversos habitantes de freguesias como Moncarapacho, Santo Estêvão e Santa Catarina da Fonte do Bispo, invadem a cidade de Tavira, juntando-se-lhes alguma população urbana, e atacam vários locais públicos como os cartórios. No entanto, a revolta foi desfeita pelas tropas castelhanas. Os anos seguintes foram de forte agitação social, até à Restauração de 1 de Dezembro de 1640. Por esta altura, o Algarve vivia uma situação de forte declínio económico e político. A Restauração vem trazer uma nova esperança ao país. Em 1641, D. João IV confirma todos os privilégios anteriormente concedidos a Tavira.
Em 1645, com o regresso de muita gente do Norte de África, principalmente de Tânger, nova epidemia de peste assolou a cidade de Tavira. Durou cerca de um ano, matando perto de 5.000 pessoas.
A acrescer a toda a instabilidade que se vivia por todo o território, a costa Algarvia era alvo de constantes ataques da pirataria moura. As defesas costeiras de Tavira tinham ficado ao abandono durante o reinado filipino, o que não permitia uma eficaz defesa contra aqueles ataques. O Forte de São João da Barra de Tavira (ou Forte de S. João Baptista), é acabado de construir em 1672, dois anos após o início da sua edificação.
Em 1661, com o casamento de D. Catarina, irmã de D. Afonso VI, com o rei de Inglaterra D. Carlos II, é feito um contrato nupcial em que, tanto Tânger como a Ilha de Bombaim, seriam cedidos à Inglaterra. Este facto irá desencadear um movimento populacional de larga escala, recebendo Tavira cerca de 600 pessoas, entre civis e militares. Se por um lado, a mão-de-obra aumentou, por outro lado, os problemas sociais também, devido à falta de alojamento e alimentação. Em termos demográficos, Tavira era a quinta cidade com mais população, contando-se cerca de 6.000 habitantes.
O abandono das possessões portuguesas em Marrocos, com  o crescente interesse na Índia, e Brasil, nas últimas décadas, foram factos negativos para o desenvolvimento da cidade de Tavira, que viu a sua importância estratégica ser reduzida, com a consequente decadência económica e social.

### O Renascer no século XVIII

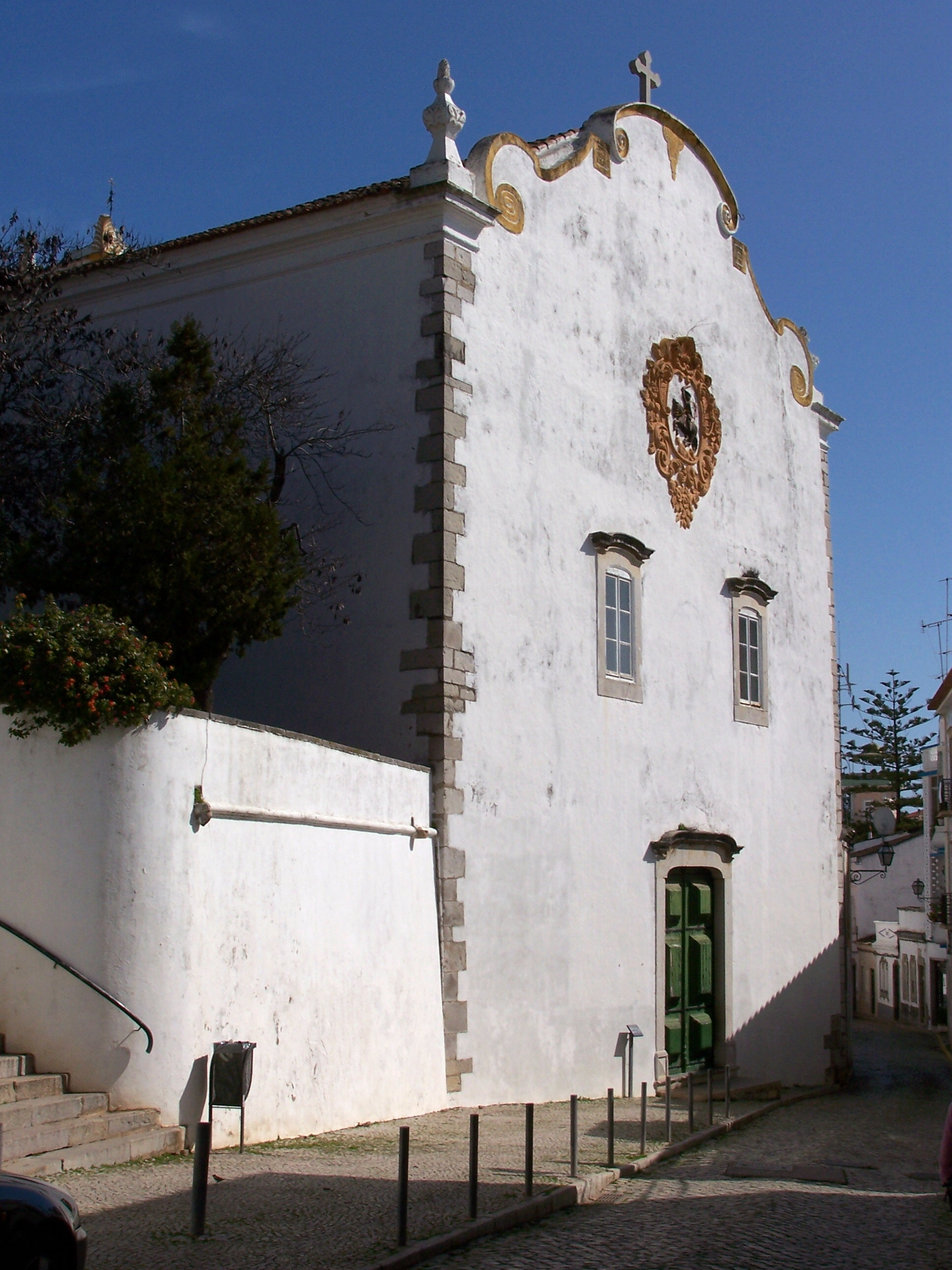
Igreja de Santiago

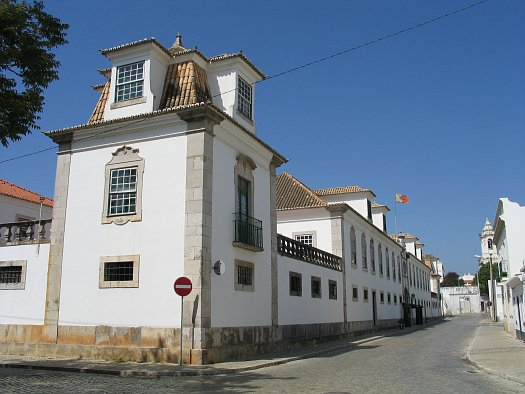
Quartel da Atalaia

O século XVIII traz de alguma forma, um renascer à cidade de Tavira. Mais do que em termos económicos, Tavira assiste a um forte desenvolvimento urbanístico, principalmente por iniciativa da burguesia residente.
As construções de natureza religiosa, e militar, prosperaram neste período, em que foram construídos a Igreja de Nossa Senhora do Carmo, e Convento anexo; o Santuário da Ordem Terceira; a Ermida de Santa Rita; a Capela de São Sebastião; a Ermida de São João; a Capela de Nossa Senhora da Piedade. São também feitos melhoramentos, em várias edificações religiosas já existentes, como a construção do retábulo na Igreja de Nossa Senhora do Carmo; a torre da Igreja de Santiago; os painéis de azulejos da Igreja da Misericórdia.
Tavira sofreu, neste século, três terramotos de grande dimensão. O primeiro em 6 de Março de 1719; um segundo, a 27 de Dezembro de 1722; e o de 1 de Novembro de 1755.
É na sequência deste último sismo que o então Governador das Armas do Reino do Algarve, Rodrigo de Noronha, transfere a sede do Governo de Lagos para Tavira, em virtude dos grandes estragos que a anterior sede tinha sofrido no terramoto. Com efeito, é após esta alteração que data a construção do Palácio do Governador, na colina de Santana. Em Tavira se manterá a sede até à extinção da função de Governador das Armas , em 1834, com a vitória dos liberais na Guerra Civil .
A mudança da sede do governo, irá ter implicações no repopulamento da cidade, uma vez que a maior parte das patentes militares algarvias acompanham o governador na sua decisão, alterando as suas residências para Tavira. É desta altura que data a construção do Quartel da Atalaia, concluído em 1795, obra em que esteve envolvido o engenheiro militar José Sande de Vasconcelos, que também contribuiu para a construção do Hospital Militar, em 1760, para além de, no seu ofício de cartógrafo, ter sido autor de vários mapas da região que retratam a cidade e arredores na segunda metade do século XVIII.
No sector económico, a política do marquês de Pombal, permitiu o desenvolvimento das salinas e, por alvará régio de 15 de Janeiro de 1773, é criada a Companhia Geral das Pescas do Reino do Algarve. Na indústria, é criada uma fábrica de tapeçarias de lã e seda, e é apoiada a plantação de amoreiras, para alimento do bicho-da-seda. Na serra algarvia era produzido um produto de tinturaria, designado por grã, kermes ou quermes, (ver Carmesim), que era exportado para o norte de África e sul de França.
Ao nível demográfico, Tavira tinha uma população de 12.000 habitantes, no final do século XVIII.

### Do século XIX aos nossos dias

#### Ocupação francesa, regime absolutista e regime liberal
O início do século XIX é marcado, em Portugal, pelas invasões francesas. A ocupação do Algarve é feita por Faro, em finais de 1807. A ocupação trouxe as inevitáveis alterações de governo, suspendendo o temporariamente o posto de Governador ou Capitão General do Reino do Algarve. A revolta popular dá-se em Junho de 1808, a partir de Olhão, espalhando-se pelo Algarve, desde Faro a Vila Real de Santo António, passando por Castro Marim e Tavira. Os invasores franceses acabam por abandonar o país.
Até 1820, o país vive uma certa tranquilidade, até às sucessivas guerras civis, desde Revolução Liberal de 1820, até Guerra Civil Portuguesa (1828-1834), terminando com a paz com a Concessão de Évora Monte.
Tavira sofre, também, as consequências destas constantes alterações de governo. Em 1822, num regime liberal, é eleito o primeiro presidente da câmara, o coronel reformado Sebastião Martins Mestre; com a tentativa de repor o Absolutismo, dá-se a Abrilada, sendo o cargo de presidente da câmara suspenso, e reposto o de Juiz de Fora.
Embora de uma forma geral, a cidade de Tavira seguia o Absolutismo de D. Miguel, de tradição conservadora e religiosa, por várias vezes se verificaram levantamentos militares contra o seu governo. A influência miguelista em Tavira, tem o seu fim quando o barão de Sá da Bandeira, Comandante Militar do Reino do Algarve, entra na cidade em Junho de 1833. Em 1837, o Batalhão de Caçadores nº5, leal aos liberais, instala-se em Tavira, no Convento de Nossa Senhora da Graça.
Com o regime liberal, é extinto o cargo de Governador e Capitão General do Reino do Algarve, cujo palácio estava instalado em Tavira, e substituído pelo de Governador Civil de Faro. A divisão administrativa do Reino do Algarve, passa a designar-se por Distrito Administrativo do Algarve. As instituições religiosas são extintas, sendo as suas edificações ocupadas pelo novo governo liberal.

### Desenvolvimento económico e social
Economicamente, a cidade assistiu a algum desenvolvimento, que passou pela actividade piscatória, nomeadamente pela pesca do atum, pela criação de armações e da Companhia de Pescas do Algarve.

#### Mercado da Ribeira
Na Rua José Pires Padinha fica o antigo mercado do peixe, Mercado da Ribeira.
Após dois anos de construção, foi inaugurado em 30 de junho de 1887.
Antes este peixe era vendido em tendas na Praça da Constituição (actual Praça da República) e sob a arcada da Câmara Municipal. Esperava-se que este desenvolvimento melhorasse a higiene e ajudasse a monitorizar o que estava a ser comercializado.

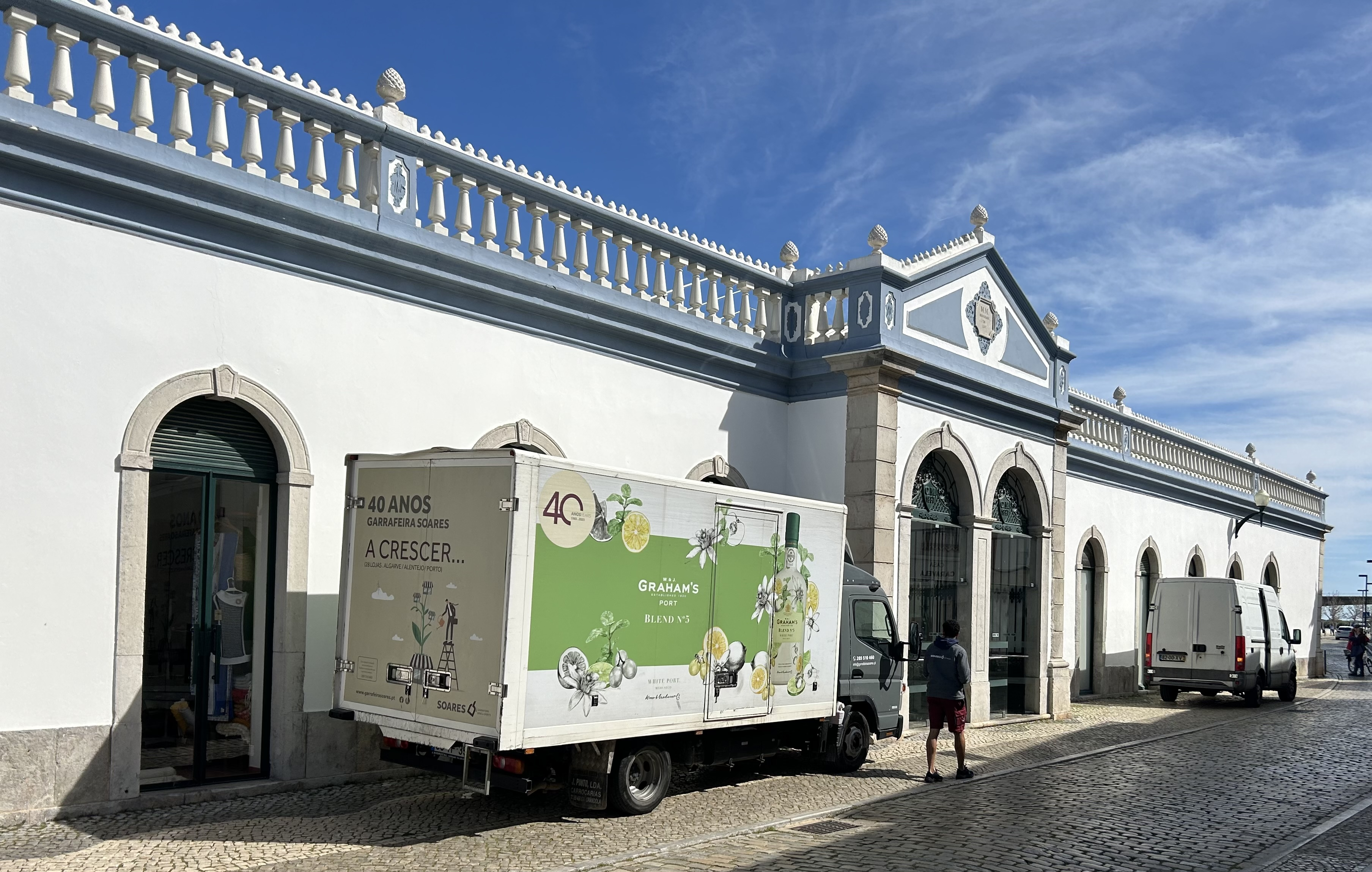
Vista da fachada do antigo mercado do peixe de Tavira

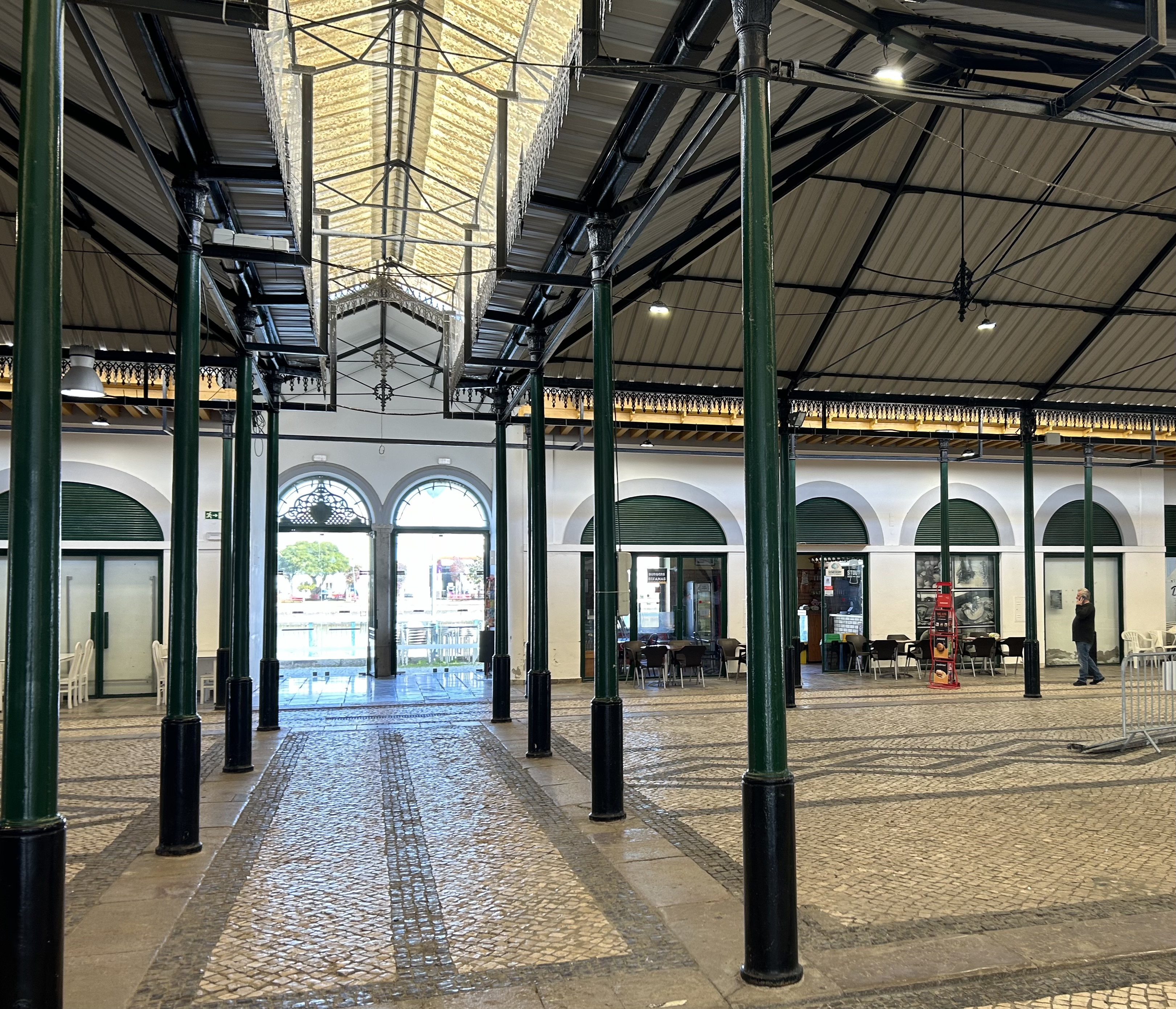
Dentro do antigo mercado de peixe de Tavira

A responsabilidade de monitorizar esta situação coube inicialmente a António da Silva Meir. A estrutura é retangular, em apenas um andar. As paredes em alvenaria de pedra acompanhavam uma estrutura metálica de apoio às coberturas. Havia portões duplos em ferro forjado e fundido. Este foi decorado com frontões, cornijas e balaustradas acima da fachada.

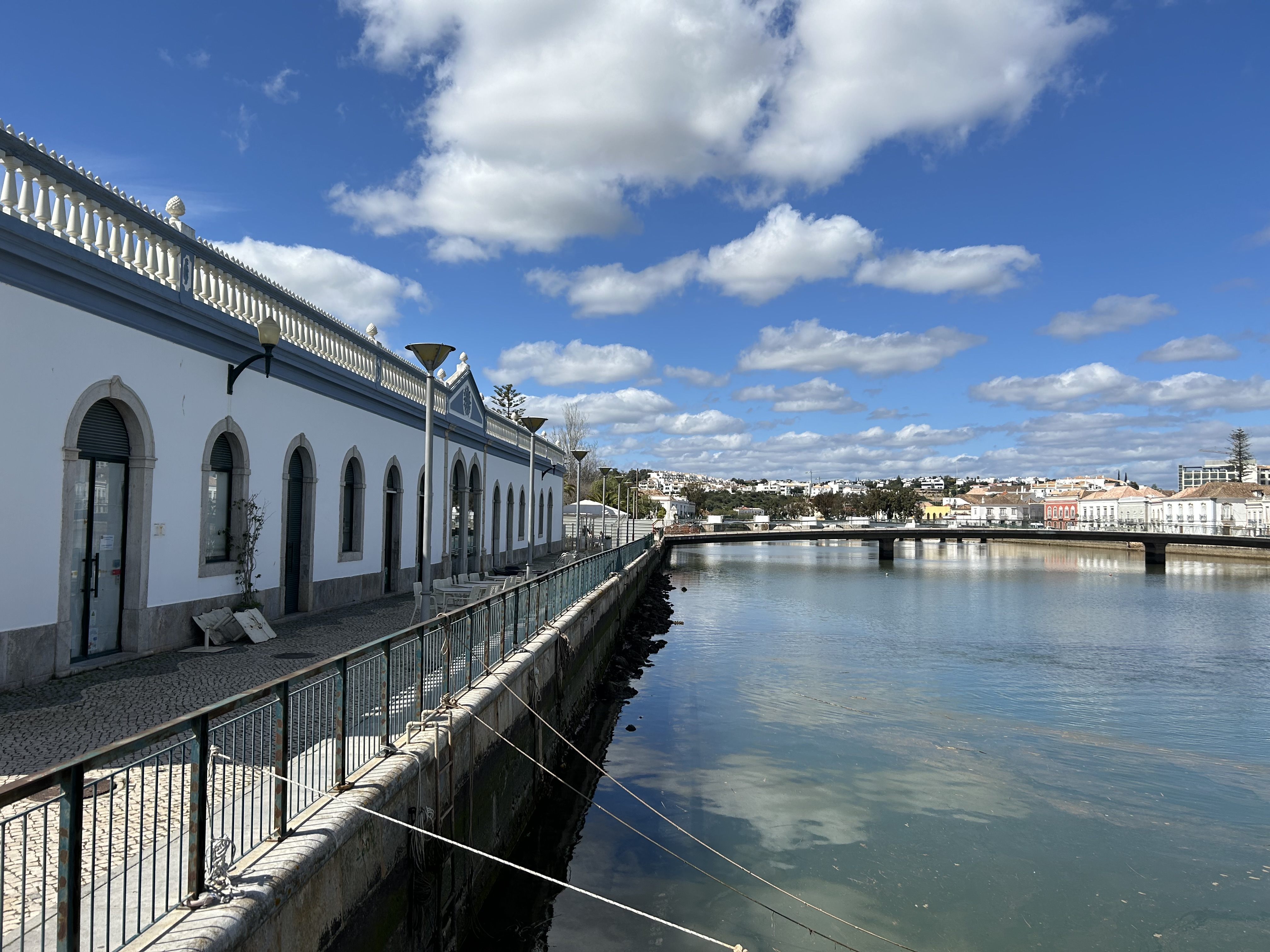
Vista do antigo mercado de peixe à beira do rio, olhando rio acima

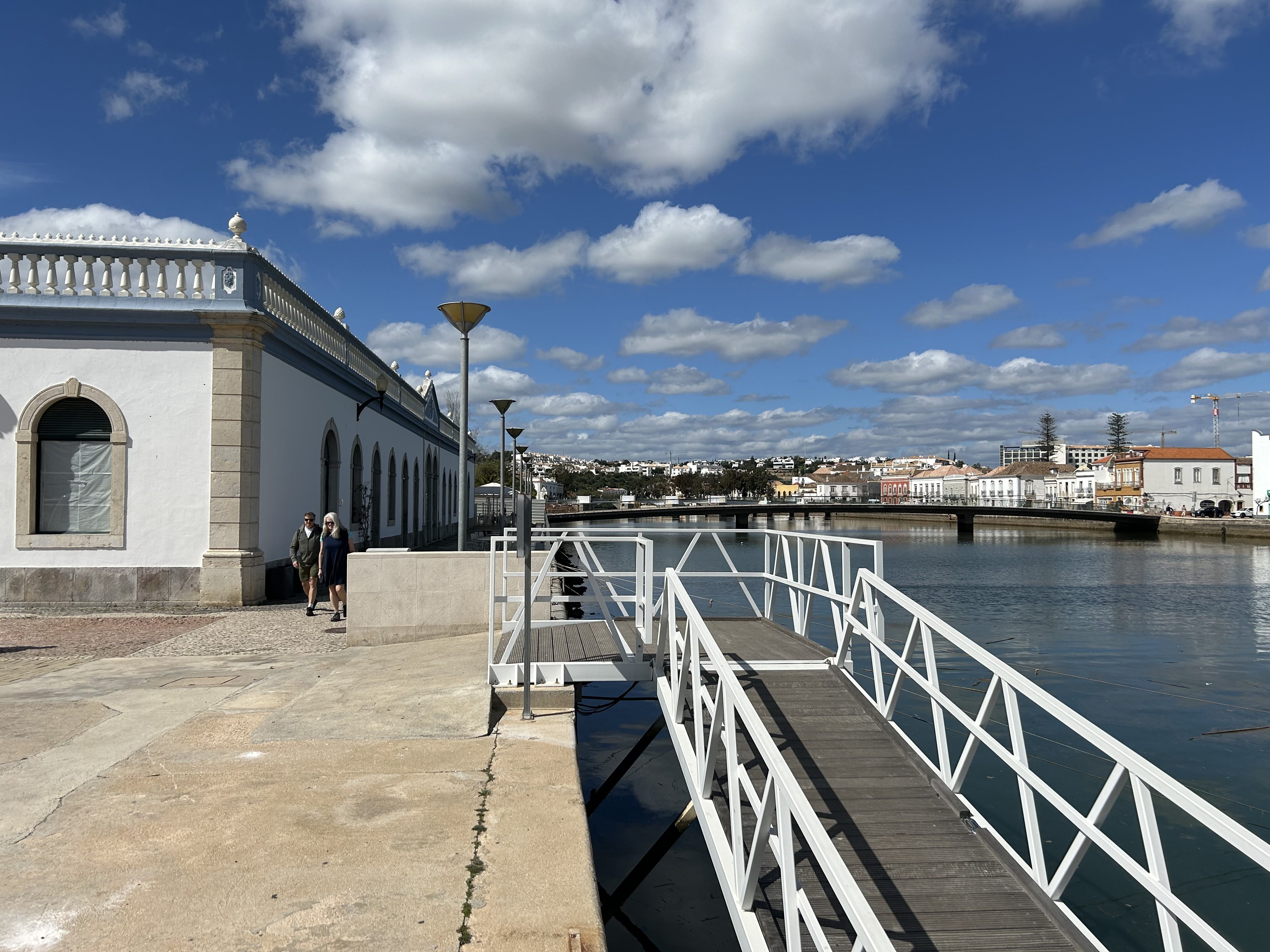
Antigo mercado do peixe em Tavira, a partir do cais

Houve um mercado regular aqui até 1999.

## Maior desenvolvimento cívico
O século XIX foi um período de desenvolvimento urbano e rural. São construídas escolas primárias, a primeira em 1838. O apoio social é reforçado com a criação da Associação de Socorros Mútuos Montepio Artístico Tavirense, em 1857; com a criação da Roda dos Expostos, destinada à protecção de crianças abandonadas; e com a construção de bairros sociais, nomeadamente o Bairro Jara.
Ao nível das obras públicas, a estrada que ligava Faro a Tavira e Vila Real de Santo António, é macadamizada, em 1862; em 1873, este processo é feito na estrada para Santo Estêvão; em 1875, é feita a estrada entre Cabanas de Tavira e a povoação de Conceição. O comboio chega a Tavira em 1905.

#### Daimplantação da RepúblicaaoEstado Novo
Tavira viveu os primeiros anos do novo regime de forma relativamente pacífica, acompanhando as várias mudanças governativas que se fizeram sentir neste período. No entanto, o mesmo não de passou com  o regime saído da Revolução de 28 de Maio de 1926. Em Fevereiro de 1927, uma junta revolucionária ocupa a câmara municipal, mas sem o apoio do restante país, esta revolta não surtiu efeito.
Durante o Estado Novo, foram construídas mais escolas, no seguimento da política educacional de Salazar, destacando-se a criação da Escola Técnica (1960), e a  primeira Escola Preparatória (1968).
Em relação à perspectiva económica, são construídos três fábricas de conservas, e na década de 50, começa a sentir-se os primeiros sinais da indústria turística, actual fonte de entrada de divisas em Tavira.

### Actualmente
Actualmente (2012) Tavira é uma cidade essencialmente turística. Os tempos da pesca do atum, terminaram em 1972, mas a indústria do sal aínda continua.